# Lysá nad Labem
Lysá nad Labem é uma cidade checa localizada na região da Boêmia Central, distrito de Nymburk.